# Kopernik (krater księżycowy)

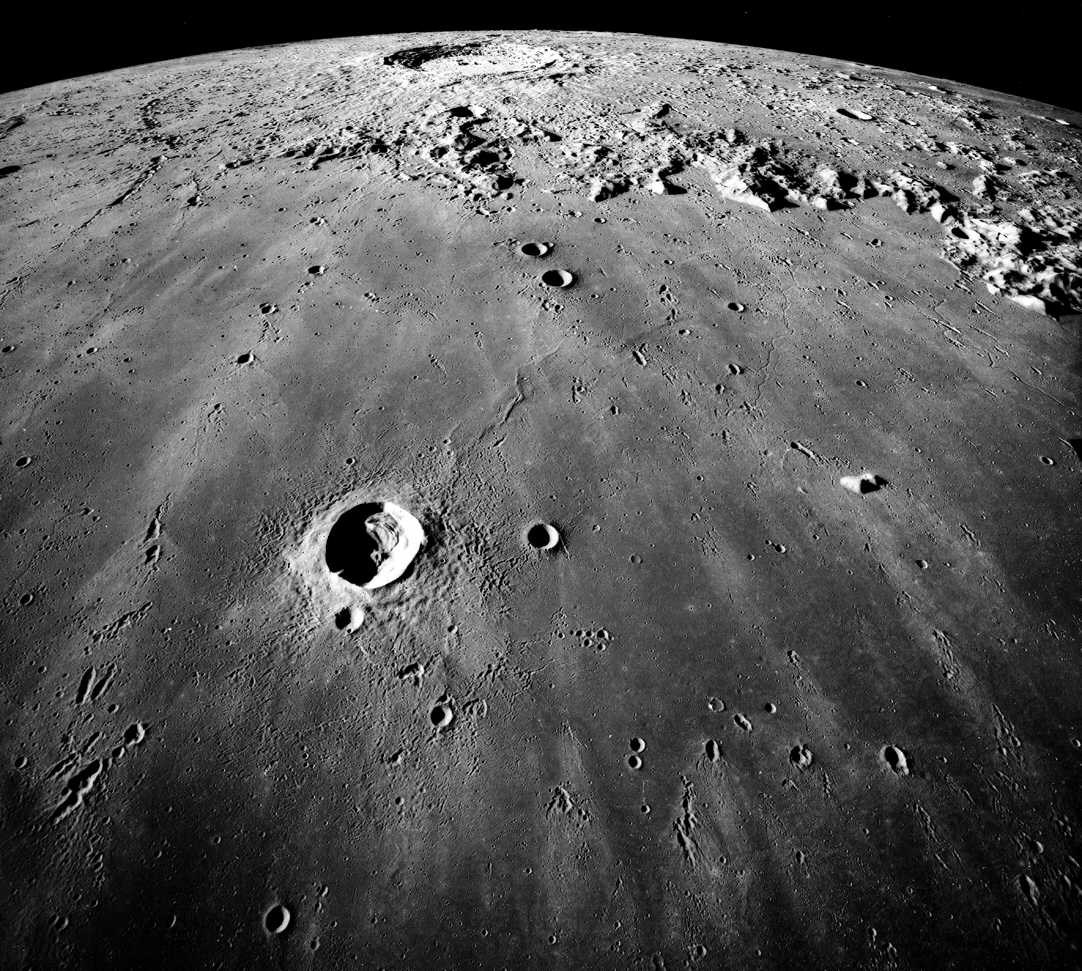
Zdjęcie krateru wykonane w czasie misji Apollo 17 ok. 160 km nad powierzchnią Księżyca (grudzień 1972)

Kopernik (Copernicus) – uderzeniowy krater księżycowy, leżący we wschodniej części Oceanus Procellarum. Krater jest widoczny przez lornetkę, nieco na północny zachód od centrum widocznej z Ziemi półkuli Księżyca.
Jest to jeden z najefektowniejszych kraterów na Księżycu, widoczny w pobliżu środka obserwowanej z Ziemi jego tarczy na północnym brzegu Morza Chmur (Mare Nubium). Wał krateru ma szerokość około 22 kilometrów, wysokość zewnętrzna 1010 metrów, wewnętrzną zaś – 3350 metrów. Średnica dna krateru wynosi około 46 km. Zewnętrzne zbocza wału krateru nachylone są łagodnie. Wybiegają z nich pasma górskie, wśród których widać kraterki, znajdujące się w ogromnych ilościach wokół krateru. Wewnętrzne zbocza wału ukształtowane są tarasowo, przy czym tarasy oddzielone są od siebie wąwozami. Nachylenie zboczy wewnętrznych wynosi od 8,5° do 27°. Na wale krateru znajdują się 23 małe kraterki. Góra centralna krateru ma siedem wyróżniających się wierzchołków, z których najwyższy ma wysokość 730 m. Krater podczas pełni jest tak jasny, że może być zauważony nieuzbrojonym okiem. Jest otoczony długimi, jasnymi smugami.

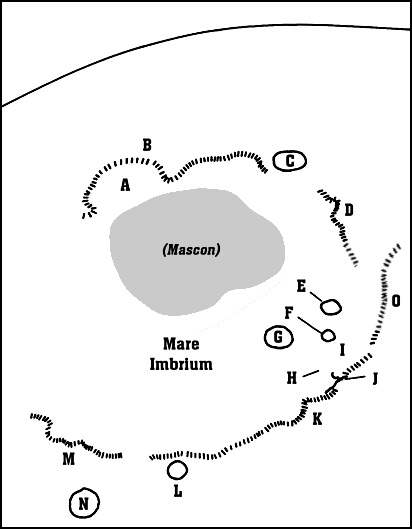
Mapa rejonu Mare Imbrium; krater Kopernik oznaczony jest literą N (na dole po lewej)

Na południe od krateru leży Mare Insularum, a na południowym zachodzie krater Reinhold. Na północy rozciąga się pasmo gór – Karpat – które stanowią południową krawędź Mare Imbrium. Krater Kopernik powstał ok. 1,1 mld lat temu, rozpoczynając w historii geologicznej Księżyca okres kopernikański.
Nazwę Copernicus nadał kraterowi włoski jezuita Giovanni Battista Riccioli.

## Satelickie kratery
| Kopernik | Szerokość | Długość | Średnica |
| -------- | --------- | ------- | -------- |
| A        | 9,5° N    | 18,9° W | 3 km     |
| B        | 7,5° N    | 22,4° W | 7 km     |
| C        | 7,1° N    | 15,4° W | 6 km     |
| D        | 12,2° N   | 24,7° W | 5 km     |
| E        | 6,4° N    | 22,7° W | 4 km     |
| F        | 5,9° N    | 22,2° W | 4 km     |
| G        | 5,9° N    | 21,5° W | 4 km     |
| H        | 6,9° N    | 18,3° W | 5 km     |
| J        | 10,1° N   | 23,9° W | 6 km     |
| L        | 13,5° N   | 17,0° W | 4 km     |
| N        | 6,9° N    | 23,3° W | 7 km     |
| P        | 10,1° N   | 16,0° W | 5 km     |
| R        | 8,1° N    | 16,8° W | 3 km     |